# Verger fuscovittatus
Verger fuscovittatus är en nattsländeart som först beskrevs av Schmid 1955.  Verger fuscovittatus ingår i släktet Verger och familjen husmasknattsländor. Inga underarter finns listade i Catalogue of Life.